# 藤井信吾 (政治家)
藤井 信吾（ふじい しんご、1959年12月25日 - ）は、日本の政治家。前茨城県取手市長（4期）。

## 来歴
鹿児島県鹿児島市に生まれる。鹿児島県立鶴丸高等学校卒業。東京大学法学部第3類（政治コース）卒業後、第一生命保険に20年間勤務した。
2003年（平成15年）4月の取手市長選挙に立候補するも落選。同選挙においては新人の塚本光男が初当選し、現職の大橋幸雄も落選した。
2007年（平成19年）4月の取手市長選挙に再挑戦し、現職の塚本光男（公明党推薦）との一騎打ちを制し初当選した。4月27日、市長就任。
2019年（平成31年）、元市議の竹原大蔵を破り4選。
2023年（令和5年）、次期市長選挙への不出馬を表明した。
2025年（令和7年）2月26日、次期参議院議員選挙となる第27回参議院議員通常選挙に、国民民主党公認で比例区からの擁立が発表された。7月20日の投開票の結果、11,343票を獲得したが国民民主党の当選者7人に対し14位で落選。

## 選挙歴
| 当落 | 選挙                     | 執行日         | 年齢 | 選挙区       | 政党       | 得票数    | 得票率 | 定数 | 得票順位 /候補者数 | 政党内比例順位 /政党当選者数 |
| ---- | ------------------------ | -------------- | ---- | ------------ | ---------- | --------- | ------ | ---- | ------------------ | ---------------------------- |
| 落   | 2003年取手市長選挙       | 2003年4月27日  | 44   | ーー         | 無所属     | ーー票    | ーー   | 1    | /                  | /                            |
| 当   | 2007年取手市長選挙       | 2007年4月22日  | 47   | ーー         | 無所属     | 2万5194票 | 55.22% | 1    | 1/2                | /                            |
| 当   | 2011年取手市長選挙       | 2011年4月24日  | 51   | ーー         | 無所属     | 2万3757票 | 53.43% | 1    | 1/2                | /                            |
| 当   | 2015年取手市長選挙       | 2015年4月26日  | 55   | ーー         | 無所属     | 2万1150票 | 57.49% | 1    | 1/3                | /                            |
| 当   | 2019年取手市長選挙       | 2019年4月21日  | 59   | ーー         | 無所属     | 1万8663票 | 54.19% | 1    | 1/2                | /                            |
| 落   | 第27回参議院議員通常選挙 | 2025年07月20日 | 65   | 参議院比例区 | 国民民主党 | 1万1343票 |        | 50   | 14/19              | 14/7                         |